# Спомен-крст
Спомен-крст је врста споменика или обележја у облику крста, подигнут са циљем да се сачува сећање на одређену личност, догађај, или да означи место од посебног верског, историјског или културног значаја. Као један од најпрепознатљивијих симбола хришћанства, спомен-крстови су распрострањени широм света, посебно у хришћанским земљама, и појављују се у различитим облицима, величинама и материјалима.

## Дефиниција и карактеристике
Спомен-крст је структура чији је основни облик крст, без обзира на стилске варијације (нпр. латински, грчки, келтски, Андрејин, православни крст). Основне карактеристике спомен-крста су:
- Комеморативна функција: Примарни циљ је очување сећања, обележавање и одавање почасти.[2]
- Симболичко значење: Поред опште хришћанске симболике (страдање, васкрсење, вера, спасење), спомен-крст може имати и специфична локална или историјска значења.[3]
- Материјали: Најчешће се израђују од трајних материјала као што су камен (мермер, гранит, пешчар), дрво, метал (гвожђе, бронза), или бетон.[4]
- Декорација и натписи: Могу бити једноставни или богато украшени рељефима, урезаним орнаментима, иконографским представама или натписима који садрже податке о личности или догађају коме је крст посвећен, годину подизања, или молитвене текстове.
- Локација: Подижу се на различитим местима: гробљима, црквеним портама, поред путева (крајпуташки крстови), на раскршћима, бојним пољима, планинским врховима, или на местима значајних историјских догађаја.

## Историјски развој и примери

### Ранохришћански и средњовековни спомен-крстови
Употреба крста као хришћанског симбола постаје распрострањена након Миланског едикта 313. године. Рани хришћани су користили симбол крста на саркофазима и у катакомбама. Током средњег века, подизање спомен-крстова постаје уобичајена пракса широм Европе:
- Камени крстови у Западној Европи: Посебно су познати келтски високи крстови у Ирској и Шкотској (VIII-XII век), богато украшени рељефима са библијским сценама и келтским орнаментима.[5] Такође, камени крстови су подизани на трговима (market cross), као путокази, или за обележавање граница.
- Поклонни крстови у православним земљама: Постављани су на улазима у насеља, на раскршћима или на местима где су се верници молили, често као заветни споменици.[6]

### Спомен-крстови у новијем добу
Од ренесансе надаље, наставља се традиција подизања спомен-крстова, често са сложенијом уметничком обрадом. У XIX и XX веку, спомен-крстови постају чест облик ратних меморијала, посвећених жртвама ратова или обележавању значајних битака. Такође се подижу и као надгробни споменици или као симболи вере на истакнутим локацијама.

### Спомен-крстови у Србији
На територији Србије постоји дуга традиција подизања спомен-крстова, како у оквиру црквене уметности, тако и у народној традицији.
- Средњовековни период: Камени крстови су постављани као надгробна обележја или на местима значајним за црквени живот.
- Крајпуташи: Специфичан облик споменика карактеристичан за западну Србију, често у облику стилизованог крста или са уклесаним крстом, подизани крај путева у спомен на оне који су умрли далеко од куће, најчешће војницима.[7]
- Заветни крстови (или записи када су урезани у дрво): Подизани су у селима као места молитве за здравље, родну годину или заштиту од непогода. Често су били централно место сеоских окупљања и обредних радњи.[8]
- Ратни меморијални крстови: Бројни спомен-крстови подигнути су у Србији у знак сећања на жртве и хероје из Балканских ратова, Првог и Другог светског рата, као и новијих сукоба (нпр. спомен-крст на Церу, спомен-крст на Кајмакчалану - иако ван данашњих граница Србије, везан је за српску историју).
- Крстови на планинским врховима или другим истакнутим тачкама, често као симболи вере или обележја.

## Врсте и функције
Спомен-крстови се могу класификовати на основу различитих критеријума:
- Према функцији:
  - Надгробни крстови: Обележавају гробна места.
  - Комеморативни крстови: Подигнути у спомен на догађаје или личности.
  - Заветни крстови: Подигнути из завета или као знак захвалности.
  - Путоказни или гранични крстови: Означавали су путеве или границе имања/територија.
  - Мисионарски крстови: Подизани током мисионарских активности.
- Према локацији: Гробљански, црквени, пољски (у атару села), крајпуташки, на врховима брда.
- Према материјалу и облику.

## Симболика
Основни симбол крста је страдање и васкрсење Исуса Христа и представља централни симбол хришћанске вере. Спомен-крст, поред ове основне симболике, носи и значења:
- Сећања и памћења (in memoriam).
- Победе (над смрћу, злом, непријатељем).
- Вере и наде.
- Заштите и благослова.
- Обележавања светог или значајног места.